# Monaco a 2016. évi nyári olimpiai játékokon
Monaco a brazíliai Rio de Janeiróban megrendezett 2016. évi nyári olimpiai játékok egyik részt vevő nemzete volt. Az országot az olimpián 3 sportágban 3 sportoló képviselte, akik érmet nem szereztek.

## Atlétika
Férfi
| Versenyző  | Versenyszám | Előfutam | Előfutam | Előfutam | Elődöntő | Elődöntő | Elődöntő | Döntő   | Döntő    |
| Versenyző  | Versenyszám | Idő      | Hely.    | Össz.    | Idő      | Hely.    | Össz.    | Idő     | Helyezés |
| ---------- | ----------- | -------- | -------- | -------- | -------- | -------- | -------- | ------- | -------- |
| Brice Etès | 800 m       | 1:50,40  | 8.       | 48.      | kiesett  | kiesett  | kiesett  | kiesett | kiesett  |

## Cselgáncs
Férfi

| Versenyző     | Versenyszám | Selejtező         | 32-es főtábla                         | Nyolcaddöntő      | Negyeddöntő       | Elődöntő          | Vigaszág elődöntő | Bronz- mérkőzés   | Döntő             | Helyezés |
| Versenyző     | Versenyszám | Ellenfél Eredmény | Ellenfél Eredmény                     | Ellenfél Eredmény | Ellenfél Eredmény | Ellenfél Eredmény | Ellenfél Eredmény | Ellenfél Eredmény | Ellenfél Eredmény | Helyezés |
| ------------- | ----------- | ----------------- | ------------------------------------- | ----------------- | ----------------- | ----------------- | ----------------- | ----------------- | ----------------- | -------- |
| Yann Siccardi | Légsúly     | erőnyerő          | Takató Naohisza (JPN) · 000(0)–101(0) | kiesett           | kiesett           | kiesett           |                   |                   |                   | 17.      |

## Torna
Kevin Crovetto tornász a – Nemzetközi Olimpiai Bizottság, a Nemzetközi Torna Szövetség (FIG) és a Nemzeti Olimpiai Bizottságok Szervezete (ANOC) egy-egy képviselője által alkotott – háromtagú bizottság döntése alapján szabadkártyásként vehetett részt a játékokon.
Férfi

| Versenyző      | Versenyszám      | Selejtező | Selejtező | Döntő    | Döntő    |
| Versenyző      | Versenyszám      | Pontszám  | Helyezés  | Pontszám | Helyezés |
| -------------- | ---------------- | --------- | --------- | -------- | -------- |
| Kevin Crovetto | Talaj            | 12,858    | 66.       | kiesett  | kiesett  |
| Kevin Crovetto | Korlát           | 12,700    | 60.       | kiesett  | kiesett  |
| Kevin Crovetto | Nyújtó           | 12,666    | 69.       | kiesett  | kiesett  |
| Kevin Crovetto | Gyűrű            | 12,866    | 70.       | kiesett  | kiesett  |
| Kevin Crovetto | Lólengés         | 11,800    | 71.       | kiesett  | kiesett  |
| Kevin Crovetto | Egyéni összetett | 76,056    | 49.       | kiesett  | kiesett  |